# Army of the Pharaohs

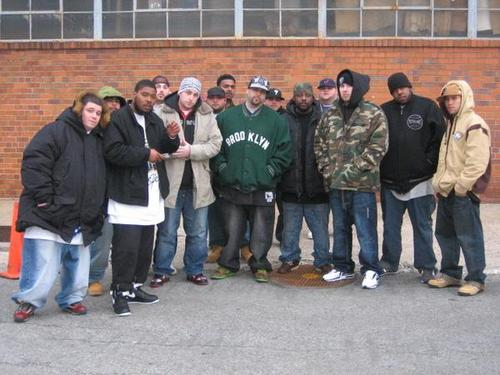
Army of the Pharaohs 2006.

Army of the Pharaohs är en löst sammansatt undergroundhiphop-grupp, bildad av Jedi Mind Tricks (JMT) och Vinnie Paz under det sena 1990-talet. Paz hade tänkt sig ett löst sammansatt kollektiv liknande Wu Tang Clan.
Från början var det fem MC:s (Master of ceremonies): Vinnie Paz, Chief Kamachi, Julian Voss, Virtuoso och Bahamadia, och JMT:s producent Stoupe the Enemy of Mankind. Deras debut blev EP:n "The Five Perfect Exertions" och "War Ensemble" som släpptes 1998. Båda låtarna var senare med på Jedi Mind Tricks album "Violent by Design" från 2000. Efter det lades gruppen på is då JMT:s karriär tog fart.
År 2005 började gruppen på nytt arbeta, då utan Virtouso och Bahamadia, men istället med 7L & Esoteric, Crypt the Warchild och Planetary från Outerspace, Apathy, Celph Titled, Reef the Lost Cauze, Des Devious, Faez One och King Syze. Debutalbumet "The Torture Papers" släpptes efter år av väntan till sist under 2006. Senare under 2006 började också en bootleg kallad "The Bonus Papers" cirkulera på Internet, enbart med låtar som tagits bort då de inte ansågs passa in bland de övriga låtarna på skivan, de är också extremt politiska och kan tänkas att ha hållits tillbaks för att skivan inte skulle bli alltför kontroversiell. 
Året efter fick gruppen ytterligare tillskott av Jus Allah, Doap Nixon, Demoz och King Magnetic när uppföljaren "Ritual of Battle" släpptes. På det här albumet fanns inte Apathy med, som istället höll på och spelade in med Styles of Beyond. En låt, "AOTP", med Apathy spelades dock in, men togs senare bort. Apathy kommer dock att fortsätta vara med på AOTP:s senare skivor.

## Medlemmar
Nuvarande: 7L & Esoteric, Apathy (Demigodz), Celph Titled (Demigodz), Crypt the Warchild (Outerspace), Demoz, Des Devious, Doap Nixon, King Magnetic, Jus Allah, King Syze, Planetary (Outerspace), Reef the Lost Cauze, Vinnie Paz (Jedi Mind Tricks)

Före detta: Virtuoso, Bahamadia, Stoupe the Enemy of Mankind, Faez One, Cool Man Crew.Chief Kamachi